# Colònia del Riu Orange
La Colònia del riu Orange fou una colònia britànica creada després que Gran Bretanya primer va ocupar (1900) i després annexionar (1902) l'Estat Lliure d'Orange, que era un estat bòer independent, en la Segona Guerra Bòer. La colònia va deixar d'existir el 1910, quan va ser absorbida a la Unió Sud-àfricana com Província de l'Estat Lliure d'Orange.

## Història constitucional
Durant la Segona Guerra Bòer, les forces britàniques van entrar al territori de l'Estat Lliure d'Orange i van ocupar la capital Bloemfontein el 13 de març de 1900. Cinc mesos més tard, el 6 d'octubre de 1900, el govern britànic va declarar l'annexió oficial de la totalitat del territori de l'Estat Lliure d'Orange, malgrat el fet que els britànics encara no havien ocupat tot el territori de l'estat, ni derrotat a les forces de l'Estat Lliure.
El govern de l'Estat Lliure d'Orange s'havia traslladat a Kroonstad durant els primers mesos de la guerra i subsegüentment va actuar des de les zones rurals fins al final de la guerra. Des de la perspectiva de l'Estat Lliure d'Orange, la independència només es va perdre amb el ratificació del Tractat de Vereeniging el 31 de maig de 1902.
Per tant, va existir una situació constitucional ambigua entre el 6 d'octubre de 1900 i el 31 de maig de 1902, amb dues entitats constitucionals i dos governs. En el costat bòer, el govern va ser dirigit per president Martinus Theunis Steyn (1857–1916) fins al 30 de maig de 1902, quan es va retirar malalt i va ser reemplaçat pel general Christiaan de Wet com a president interí.
En el costat britànic, Sir Alfred Milner va ser nomenat com a primer governador de la Colònia del Riu Orange el 4 de gener de 1901, amb Hamilton John Goold-Adams com a tinent-governador, actuant fins al 23 de juny de 1902. De 1902 a 1910, la colònia va ser governada per un únic governador:
- Alfred Milner, Viscount Milner, en el càrrec 21 de juny de 1902 – 1 d'abril de 1905;
- William Palmer, 2n Earl de Selborne, en el càrrec 2 d'abril de 1905 – 7 de juny de 1907;
- Sir Hamilton John Goold-Adams, en el càrrec 7 de juny de 1907 – 31 de maig de 1910

## Autogovern
El 1904 el sentiment per alguna forma d'autogovern creixia. L'Orangia Unie (Partit d'Unió Orange) fou formalment constituït el maig de 1906, després de diversos mesos de preparació. Una organització similar, anomenada Het Volk, havia estat format pel bòers de Transvaal el gener de 1905. Ambdues organitzacions tenien els estatuts gairebé idèntics que l'Afrikaner Bond, una mena de moviment polític pan-Afrikaner, i els seus objectius eren també similars – assegurar la posició dels afrikaners en l'estat i la societat. El president del Orangia Unie era Abraham Fischer, polític destacat del període abans de la guerra i diplomàtic principal de les repúbliques bòers durant la Segona Guerra Bòer. Entre els altres membres prominents estaven J. B. M. Hertzog, Christiaan de Wet i Martinus Theunis Steyn.
Un segon partit polític, el Partit Constitucional va ser format per un grup de burghers (grangers) que acceptaven el govern britànic. El president del partit era Sir John G. Fraser, que abans de la Segona Guerra Bòer ja era un prominent (pro-britànic) membre del Volksraad de l'Estat Lliure d'Orange. El Partit Constitucional va tenir força principalment a Bloemfontein, però no fora de la capital. És de notar que els programes polítics dels dos partits eren molt similars, la diferència real entre ells era l'actitud cap a l'annexió britànica i la influència afrikaner.
El 1905 Lord Selborne, anteriorment Primer Lord de l'Almirallat, va reemplaçar al vescomte Milner com alt comissari per Sud-àfrica i governador de les colònies del Transvaal i del Riu Orange. Selborne havia vingut a Sud-àfrica amb unes breus instruccions per guiar les antigues repúbliques bòers cap a governs colonials de la corona que s'havien de preparar per a l'autogovern. Quan el partit Liberal va pujar al poder a Gran Bretanya el desembre de 1905 el procés es va engegar amb decisió per donar a totes dues colònies, el Transvaal i el Riu Orange, autogovern sense tardar. Selborne va acceptar el canvi a situació, i l'experiment es va demostrar exitós. Va deixar de ser governador de la Colònia del Riu Orange en adquirir l'autogovern el juny de 1907, però va retenir els seus altres càrrecs fins que el maig de 1910 es va retirar amb l'establiment de la Unió de Sud-àfrica.
El 7 de gener de 1907 Selborne va enviar un comunicat, conegut com el Memoràndum de Selborne. Va revisar la situació dins Sud-àfrica en tot els seus aspectes econòmics i polítics i fou un document guia i una declaració comprensiva dels perills inherents en el sistema polític existent i els avantatges de la unió política que oferia. El document va tenir una influència marcada en el curs d'esdeveniments i juntament amb l'aproximació conciliadora de Selborne va ajudar a reconciliar les comunitats holandesa i britànica de Sud-àfrica.
Després de les eleccions de 1907, la colònia va rebre autogovern el 27 de novembre de 1907. Abraham Fischer esdevenia el primer (i únic) primer ministre de la colònia (en el càrrec del 27 de novembre de 1907 al 31 de maig de 1910). La primera Assemblea Legislativa consistia en vint-i-nou membres del Orangia Unie, cinc Constitutionalistes i quatre independents. El gabinet de Fischer va consistir en:
- J.B.M. Hertzog, fiscal-general i director d'educació;
- A. E. W. Ramsbottom, tresorer;
- Christiaan de Wet, ministre d'agricultura;
- Cornelius Hermanus Wessels, ministre d'obres públiques

Fischer, a més de primer ministre, va tenir la cartera de secretari colonial.

## Polítiques
El maig de 1908, la Colònia del Riu Orange va participar en una conferència interestatal que es va fer a Pretòria i Ciutat de Cap, i va determinar renovar la convenció de duanes existent i no fer cap alteració dins índexs de ferrocarrils. Aquestes decisions eren el resultat d'un acord per portar davant dels parlaments de les diverses colònies una resolució que defensava major unió dels estats sud-africans i el nomenament de delegats a una convenció nacional per emmarcar un esborrany de constitució.
En aquesta convenció l'antic president de l'estat M. T. Steyn va agafar una part capdavantera i conciliadora, i subsegüentment la legislatura del River Orange va acceptar els termes esbossats per la convenció per la unificació dels quatre autogoverns de les colònies en una Unió de Sud-àfrica. Sota l'acte imperial per la qual la unificació va ser establerta (31 de maig de 1910) la colònia va entrar a la Unió sota el nom de Província de l'Estat Lliure d'Orange. Fischer i Hertzog esdevingueren membres del primer govern de la Unió, mentre A.E.W. Ramsbottom esdevenia el primer administrador de l'Estat Lliure d'Orange com a província de la Unió.

## Demografia

### Cens de 1904
Població d'acord amb el cens de 1904. Font:

| Grup de població | Número  | Percentatge (%) |
| Negre            | 225,101 | 58.11           |
| Blanc            | 142,679 | 36.83           |
| Coloured         | 19,282  | 4.97            |
| Asiàtic          | 253     | 0.06            |
| Total            | 387,315 | 100.00          |

En relació al cens de 1890, les xifres d'aquest eren:
Blancs 77.719, negres 129.787; eren homes 108.362 (el 1904 eren 210.095),i dones 99.141 (el 1904 eren 177.220). La població total el 1890 era de 207.503 habitants.
La majoria de la població (175.311 el 1911) eren adherits a l'església holandesa reformada, 98.857 eren wesleyans, 42401 eren anglicans, 7549 presbiterians, 8368 congregacionalistes, 5696 catòlics, 2808 jueus, i 177336 (gairebé tots negres) no tenien religió.